# Fight Song (EP)
 Fight Song  es el primer extended play (EP) lanzado por la cantante y compositora estadounidense Rachel Platten el 12 de mayo de 2015 por Columbia Records, su primer lanzamiento con la discográfica. El EP incluye el sencillo top 10 del mismo nombre, «Fight Song»,  y fue lanzado en la promoción del álbum debut de Platten, Wildfire (2016). Fight Song llegó al número 20 en el Billboard 200, y ha vendido 26,000 copias en los Estados Unidos hasta diciembre de 2015.

## Recepción de la crítica
Marcy Donelson de AllMusic elogió el contenido lírico «relacionalmente introspectivo» del extended play y consideró el estilo «puro himno pop» similar a una Katy Perry más sincera. Mike Wass, de Idolator calificó la colección de «excelente», señalando cómo se basa en el éxito de la canción principal, al tiempo que «[probando] que hay más [Platten] que himnos edificantes y de autoayuda».

## Lista de canciones
| Edición estándar |                   |               |          |  |
| N.º              | Título            | Productor(es) | Duración |  |
| 1.               | «Fight Song»      | Levine        | 3:24     |  |
| 2.               | «Lone Ranger»     | West          | 3:07     |  |
| 3.               | «Beating Me Up»   | Levine        | 3:09     |  |
| 4.               | «Congratulations» | Levine        | 3:46     |  |

## Listas
| Lista (2015)                   | Posición más alta |
| ------------------------------ | ----------------- |
| Estados Unidos (Billboard 200) | 20                |